# Conrad Reventlow
Conrad Reventlow, född den 21 april 1644 i Köpenhamn, död den 21 juli 1708 på Clausholm, var en dansk greve och ämbetsman.
Reventlow blev kammarherre hos Fredrik III och användes vid de förhandlingar (1667-73), som ledde till grevskapet Oldenburgs förening med Danmark. Han upphöjdes i grevligt stånd 1673 (fick 1685 grevskapet Reventlow-Sandberg upprättat), stod sedan 1686 i spetsen för båda kanslierna och utnämndes 1699 till storkansler.
Reventlow var genom giftermål en av Danmarks rikaste män. Hans son Christian Ditlev Reventlow (1671-1738) stod högt i gunst hos Fredrik IV och förde 1676 danska hären över till Skåne. Dottern Anna Sophie Reventlow blev dansk drottning.